# Schmalkalden
Schmalkalden este un oraș din landul Turingia, Germania.

## Date geografice
Schmalkalden este amplasat la confluența râului Schmalkalde cu Stille, în partea de sud-vest a regiunii ce aparține de Munții Pădurea Turingiei. Localiăți vecine sunt Breitungen/Werra, Fambach, Floh-Seligenthal, Rotterode, Altersbach, Springstille, Christes, Metzels, Wasungen, Schwallungen și Rosa.
De oraș aparțin localitățile Aue, Asbach, Breitenbach, Grumbach, Haindorf, Helmers, Mittelschmalkalden, Mittelstille, Möckers, Näherstille, Niederschmalkalden, Reichenbach, Volkers, Weidebrunn și Wernshausen.

## Istoric
Schmalkalden a fost amintit pentru prima oară în anul 874 ca „villa Smalcalta“. În urma conflictului din anul 1203 pentru succesiunea pe tron, dintre Staufer Philipp von Schwaben și Welfen Otto IV localitatea este distrusă. În anul 1228 va fi sărbătorită în Schmalkalden, victoria lui Graf Poppos XIII. von Henneberg († 1245) asupra episcopului Hermann I. von Lobdeburg de Würzburg. Schmalkalden sub numele lui actual va fi amintit într-un document istoric pentru prima oară în anul 1250, iar în 1335 i se acordă privilegiul de oraș. Între anii 1530 - 1547 nici Schmalkaldischen nu este scutit de pustiirea provocată de conflictul religios care a cauzat războiul de treizeci de ani. Orașul din anul 1584 va aparține mai multe secole de landul Hessen, aparținând de Erfurt abia în anul 1944. În timpul perioadei naziste, evreii și cetățenii progresiști ai orașului sunt persecutați, ca de exemplu redactorul ziarului Die Volksstimme, Ludwig Pappenheim, va fi împușcat. La data de 16 februarie 1945, va fi distrus în mare parte de bombardamentele Forțelor aliate.

## Alunecarea de teren din noiembrie
În noaptea de 1 noiembrie 2010, populația locală a fost trezită de un zgomot puternic cauzat de o surpare în centrul localității. Surparea a provocat un crater cu diametrul de ca. 30 m, care se mărește în continuare, în crater au dispărut un tronson dintr-o stradă, grădini, o mașină cu o parte din garaj. Locuitorii caselor vecine au fost evacuați de urgență, pompierii au marcat terenul amenințat de surpare. Se presupune că fenomenul a fost provocat de apele subterane care au creat un gol imens prin transportarea rocilor calcaroase din adâncime.

## Evoluția populației

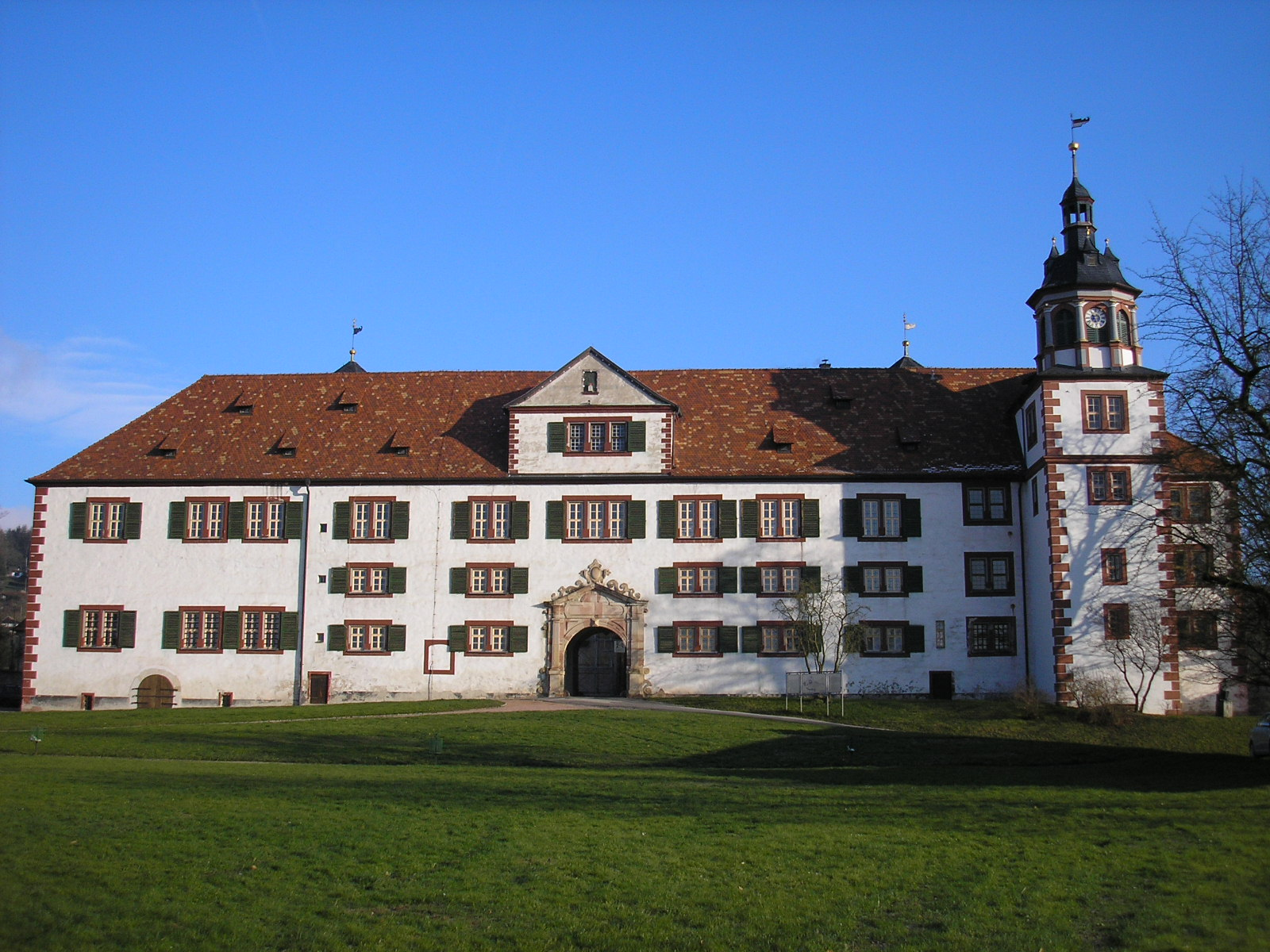
Castelul Wilhelmsburg

| 1830 - 1950 - 1830: 5.327 - 1890: 7.318 - 1905: 9.529 - 1910: 10.018 - 1925: 10.440 - 1933: 10.737 - 1939: 10.851 - 1946: 12.663 1 - 1950: 12.665 2 | 1960 - 1999 - 1960: 14.022 - 1981: 17.385 - 1984: 17.410 - 1994: 19.605 - 1995: 19.391 - 1996: 19.305 - 1997: 19.166 - 1998: 18.952 - 1999: 18.720 | 2000 - 2007 - 2000: 18.551 - 2001: 18.370 - 2002: 18.237 - 2003: 17.974 - 2004: 17.896 - 2005: 17.910 - 2006: 17.750 - 2007: 17.611 |

## Politica
Primăria orașului, în urma alegerilor din anul 2009 are 30 de locuri din care:
| CDU                        | : 7 locuri  |
| SPD                        | : 10 locuri |
| Die Linke                  | : 6 locuri  |
| Bürgerinitiative 63        | : 6 locuri  |
| Freie Demokratische Partei | : 1 loc     |

## Orașe înfrățite sau prietene
- Fontaine (Franța)
- Alpignano (Italia)
- Tábor (Cehia)
- Ca și orașe din Germania
  - Recklinghausen, Dinkelsbühl și Waiblingen

## Personalități marcante
- Kati Wilhelm (* 1976), biatlonistă